# Tall Hasan Basza
Tall Hasan Basza (arab. تل حسن باشا) – miejscowość w Syrii, w muhafazie Hama. W 2004 roku liczyła 1180 mieszkańców.